# Казимеж Пуласки
Вижте пояснителната страница за други личности с името Пуласки.
Генерал Казѝмеж Мѝхал Владѝслав Вѝктор Пула̀ски (на полски: Kazimierz Michał Władysław Wiktor Pułaski) е полски генерал.
Воюва срещу Русия като офицер на Жечпосполита. От 1777 г. помага на американците в тяхната Война за независимост. Убит е през 1779 при обсадата на Савана.

## Биография
Роден е на 6 март 1745 г. в шляхтишкото семейство на Марянна (с моминско име Желинска) и Юзеф Пуласки, герб Шлеповрон. Умира на 15 октомври 1779. Известен като полски генерал на Революцията. Казимир Пуласки е бил полски офицер, който е воювал на страната на американските колонисти срещу британците в революционната война. Бащата на американската кавалерия е бил смъртно ранен по време на обсадата на Савана, Джорджия през 1779 г. Пуласки е познат в Европа с неговите спасителни стратегии против руските нашественици особено в Бердичев (1768) и Честухова (1770). Когато Полша е била разделена от Пруси и Австрийци, Пуласки избягва в Париж, където среща Бенджамин Франклин (1776). Записан да помогне на американските колонисти в борбата срещу британците, Пуласки пристига във Филаделфия през 1777 с придружително писмо от Франклин до Джордж Вашингтон. За шест месеца Пуласки показва своите качества в битките при Брандивайн и Джърмантаун. Той е повишен в бригаден генерал и назначен за шеф на кавалерията. Той се оттегля шест месеца по-късно поради несъгласия с военни колеги и създава нова единица от кавалерия и пехота, станала известна като Легионът на Пуласки. Изпратен на юг той воюва в Чарлстон и след това при обсадата на Савана (23 септември – 18 Октомври), където е ранен от картеч на 9 октомври 1779. Изпратен е в Чарлстън на борда на бригантината „Оса“, но умира на 15 октомври и е погребан в плантацията Гринуйч в Джорджия. Бил е ексхумиран през 1853 и останките му са пренесени в създадения Пуласки монумент в Савана. Реставрирането на монумента през 1996 г. налага повторна ексхумация и ДНК тестовете доказват, че това са останките на Пуласки.
Допълнителни сведения: По-ранни данни сочат като рождена дата март 1747, но съвременни баптистки записки от Варка ги поправят... Много години се смяташе, че Пуласки е умрял на 11 октомври 1779 на борда на „Оса“ и е погребан в морето... В Съединените щати 11 октомври по традиция е обявен от президента за Възпоменателен ден на генерал Пуласки.